# Franca Batich
Franca Batich (Trieste, 19 gennaio 1940) è una pittrice italiana.

## Biografia

### Formazione
Franca Batich inizia da giovanissima a provare un profondo interesse verso le arti figurative e a dipingere, seguendo gli insegnamenti di maestri tra cui Giovanni Giordani, Frida de Reya, Alice Psacaropulo, incamminandosi su un proprio originale percorso nella pittura contemporanea.

### Attività
Con le prime mostre in ambito universitario negli anni Sessanta avvia la sua partecipazione alla vita culturale e artistica della sua città, Trieste, tra l'altro dirigendo per 15 anni la galleria d'arte Malcanton. L'apprezzamento di pubblico e critici la spinge ad intensificare l'attività espositiva; dopo numerose collettive in Italia e all'estero, a partire dal 1993 sviluppa così una serie di mostre personali, in cui si delineano sempre più i contenuti formali ed esistenziali che costituiscono il filo conduttore e la base della sua ricerca, che si richiama spesso a poeti come Eugenio Montale e il concittadino Umberto Saba.

## Opere e tecnica
Oli, collage, materia, tecniche miste per rappresentare spazio e tempo catturati nell'istante e proiettati in una dimensione astratta, con grandi campiture di colore e pennellate materiche che creano luoghi irreali e deserti infiniti. I suoi quadri nascono da sensazioni interiori e spirituali, da un lavorio istintivo in continua antitesi con la materia a tal punto di creare qualcosa di “bizzarro perché è il quadro stesso a dettare le sue leggi, a voler essere una cosa invece di un'altra”.
I lavori della Batich sono un insieme di colori accesi e di tinte più sobrie, da rossi intensi con vibrazioni solari accanto a gradazioni di grigio e nero che rendono uno stato tonale; colori usati con pienezza, che a seconda della densità dei materiali e dei supporti possono creare movimento e consistenza fisica o fissità contemplativa. Claudio Magris conia la definizione rosso Batich per la particolare tonalità di colore che la contraddistingue.
Nel suo naturalismo astratto Batich ha recentemente introdotto il filone di quelli che chiama "i teatri", popolati di "marionette emancipate", assemblate in caotici equilibri in cui i fili conservano una loro autonomia geometrica.

## Alcune critiche
Marianna Accerboni scrive che «Franca Batich rappresenta una delle artiste più significative del secondo Novecento triestino, poiché attraverso un'inesausta ricerca ha saputo interpretare con nitida delicatezza e intensità, con tecnica ineccepibile e raffinata originalità le pulsioni di un'epoca, i suoi problemi e le sue emozioni.».  Barbara Romani parla di «Un naturalismo astratto, quello di Batich, che non è rappresentazione del mondo esteriore ma solamente di quello intimo attraverso la visualizzazione di forme, linee e colori. Le grandi e dense distese di colore sono attraversate da linee che si intersecano, formano triangoli, spazi metafisici, conducono a un punto focale che sta al di là del quadro, appunto altrove. Questi sottili fili si perdono nella lontananza, nello spazio e nel tempo, ma contemporaneamente danno il senso dell'orizzonte, della misura fra il cui e ciò che sta al di là».
Per Aldo Castelpietra «...il teatro che vuol dire guardare, contrapposto al dramma che vuol dire agire, è la grande passione di Franca Batich. Ed è così che le vuote tele di iuta si riempiono progressivamente delle spazialità di grandi teatri deserti e polverosi, di massicce ma contemporaneamente eleganti oscurità che incombono su nude lampadine eroiche e striminzite. I suoi quadri, diventati palcoscenici per le capriole dei ruoli così come dei saltimbanchi, anche quando si popolano di figure, trattano pur sempre di figure malinconicamente vuote. E il Vuoto continua così a essere, dietro i colori della ribalta, il vero motivo ispiratore».

## Alcune mostre
- 1993 - Inseguire il Vento - Sala Comunale d'Arte - Trieste
- 1997 - Il circo e le sue metamorfosi - AIAT - Trieste
- 1998 - Dietro le Quinte Galleria Grandangolo - Trieste
- 1998 - Linea d'Orizzonte - Galleria Piccardi - Trieste
- 1999 - Qui e Altrove - Circ. Assicurazioni Generali - Trieste
- 2005 - Occidente - Biblioteca Statale - Trieste
- 2007 - E fu sera e fu mattina - Biblioteca Statale - Gorizia
- 2009 - Prospettive sul filo dell'immaginario - Galleria Giudecca 795 - Venezia